# Ivar Sandström (läkare)

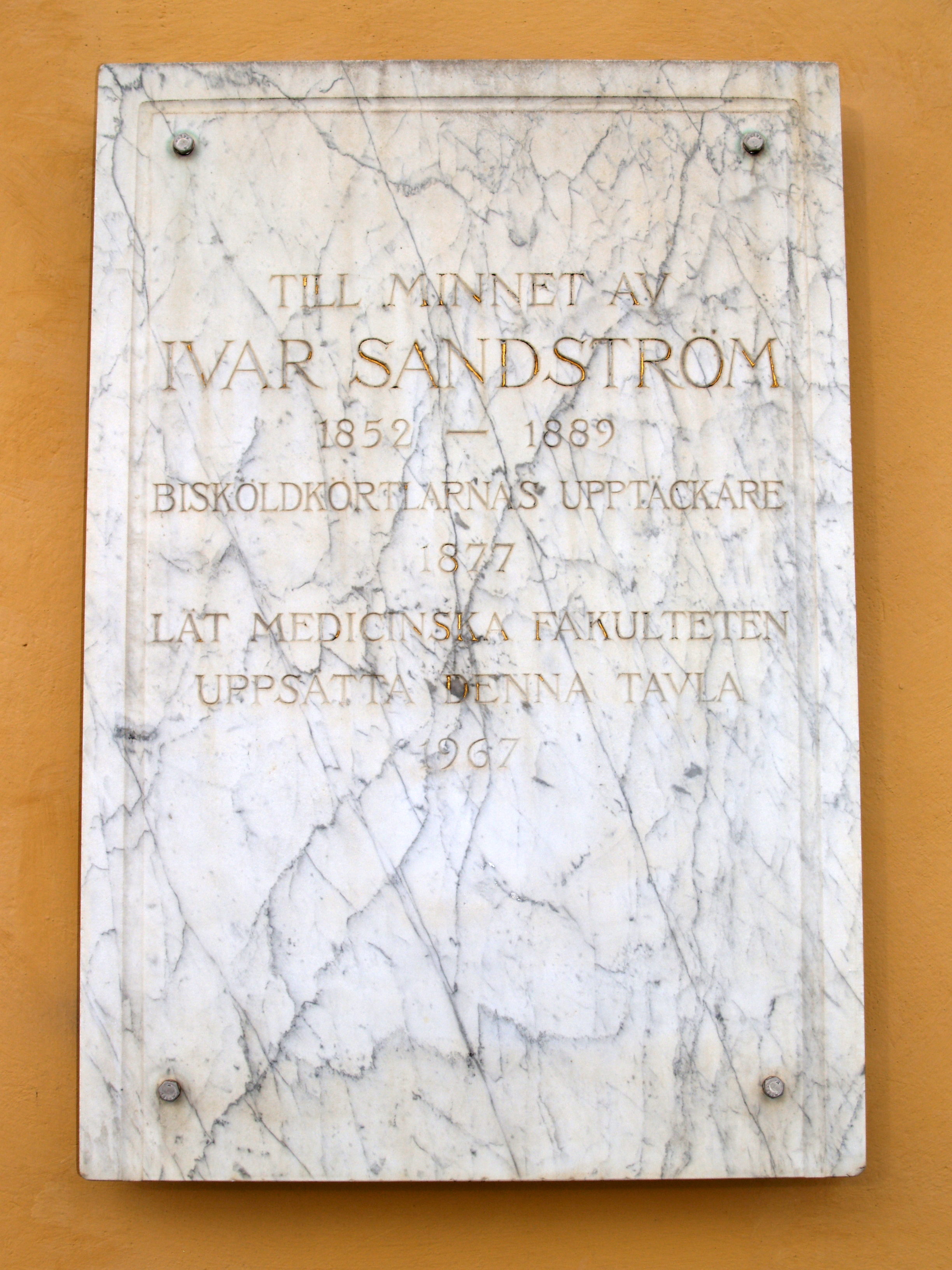
Minnestavla över Ivar Sandström vid Anatomikum i Uppsala.

Viktor Ivar Sandström, född 22 mars 1852 i Stockholm, död 2 juni 1889 i Uppsala, var en svensk läkare.
Sandström upptäckte 1880 bisköldkörtlarna hos människan.
Sandström var bror till pedagogen och skolgrundaren Anna Sandström och var femte barnet till sekreteraren i lantmäteristyrelsen Carl Erik Sandström och Anna Erika Hallström; modern var dotter till en provinsialläkare från Umeå. Fadern dog i kolera då Sandström var sex år. År 1885 gifte han sig med Anna Göransson (1859–1902) från Gävle och paret fick två barn. En dotter till paret blev författaren Carin Lindskog (1886–1959). Äktenskapet var olyckligt, så hustrun lämnade honom tidigt och Sandströms mano-depressiva läggning blev alltmer tydlig, vilket ändade med självmord när han bodde hos sin bror och dennes familj i Askesta. Något år dessförinnan hade han vårdats en kortare tid på Ulleråkers sjukhus för en akut mani.
Sandström ligger begravd på Uppsala gamla kyrkogård.

## Studier och yrkesverksamhet
De medicinska studierna började Sandström vid Uppsala universitet 1871 och blev medicine kandidat där 1878 följt av medicine licentiat 1886. Han var amanuens vid anatomiska institutionen i Uppsala 1873-1874, tillförordnad prosektor där 1879-80 och tillförordnad lärare i histologi 1881-87. 
Under sin prosektortid gjorde Sandström upptäckten av bisköldkörtlarna hos människa och erhöll för sin avhandling 1880 Om en ny körtel hos menniskan och åtskilliga däggdjur dels det större Hwasserska priset och dels Vetenskapsakademins Flormanska belöning. Dock fick Sandström inget större gehör för sin upptäckt bland kollegor.
Sandström avbröt den akademiska banan och var under ett par repriser tillförordnad läkare vid Sala länslasarett.